# Hernen

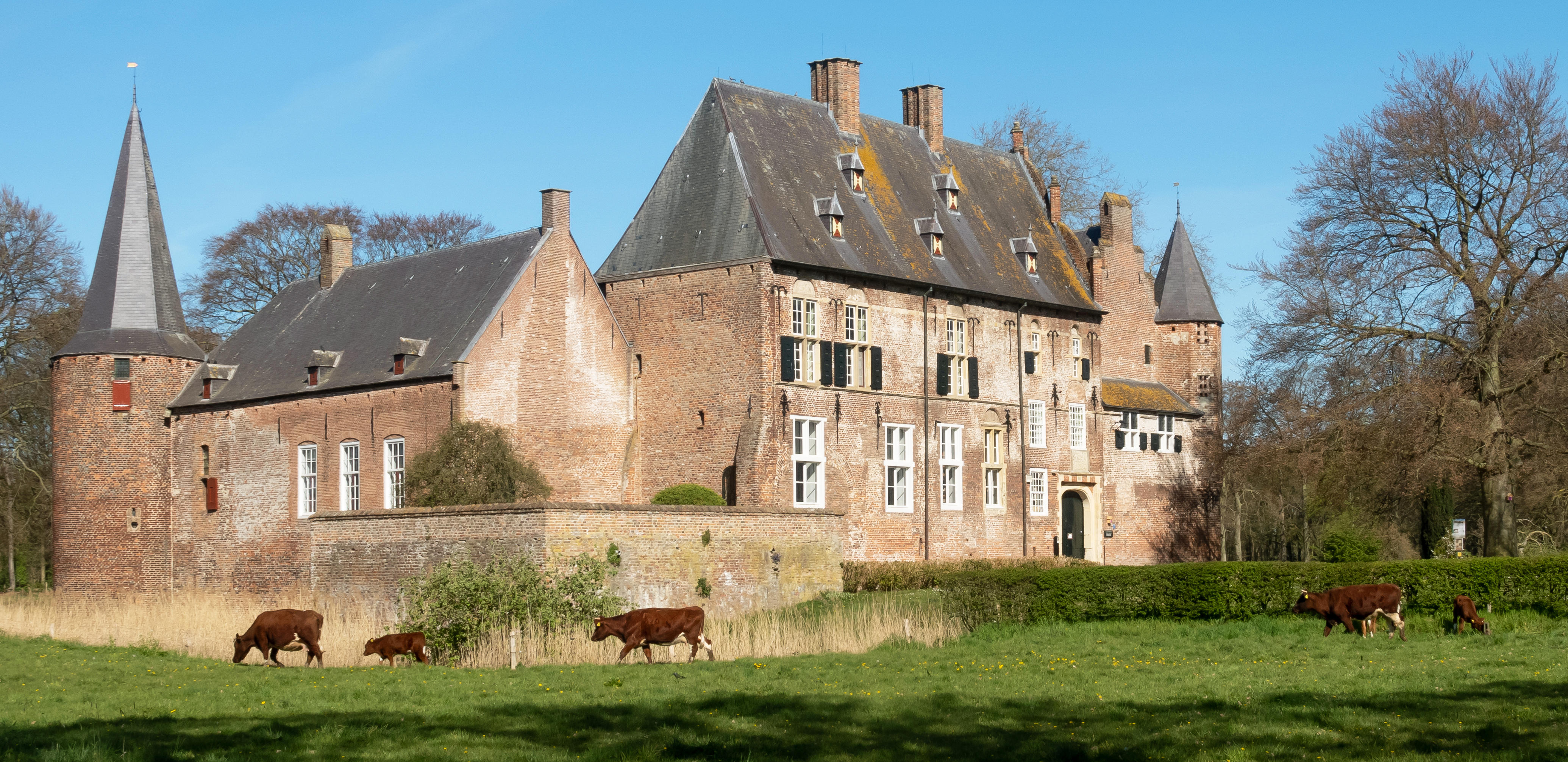
Le château: kasteel Hernen

Hernen est un village situé dans la commune néerlandaise de Wijchen, dans la province de Gueldre. Le 1er janvier 2006, le village comptait 820 habitants.